# Filles de Saint Joseph, protectrices de l'enfance
Les Filles de Saint Joseph, protectrices de l'enfance sont une congrégation religieuse féminine enseignante de droit pontifical.

## Histoire
L'origine de la congrégation remonte à la province chilienne des Sœurs de la Providence de Montréal, qui devient indépendante de la maison-mère en 1880. En 1890, l'archevêque de Santiago impose de nouvelles constitutions aux sœurs mais un groupe de 19 religieuses, sous la direction de Mère Marie Louise Villalón Aranguiz (1843-1906), et avec le soutien de l'archevêque auxiliaire Joaquín Larraín Gandarillas, demande de continuer à observer les règlements précédents et obtient de devenir une congrégation autonome, érigée le 29 mars 1895.
L'institut est agrégé à l'ordre de Saint-Augustin le 8 septembre 1908 ; il reçoit le décret de louange le 18 janvier 1920 et ses constitutions sont définitivement approuvées par le Saint-Siège le 21 juin 1938.

## Activités et diffusion
Les sœurs se consacrent à l'enseignement et au soin des enfants abandonnés.
Elles sont présentes au Chili avec la maison-mère à Santiago du Chili.  
En 2017, la congrégation comptait 99 sœurs dans 23 maisons.